# Kraven the Hunter (película)
Kraven the Hunter (Kraven el Cazador en Hispanomérica) es una película estadounidense de superhéroes con en el personaje de Marvel Comics del mismo nombre. Producida por Columbia Pictures en asociación con Marvel Entertainment, Arad Productions, y Matt Tolmach Productions, y distribuida por Sony Pictures Releasing, es la sexta película del Universo Spider-Man de Sony (SSU). Dirigida por J. C. Chandor de un guion por Richard Wenk y el equipo de redacción de Art Marcum y Matt Holloway, la película está protagonizada por Aaron Taylor-Johnson como Kraven el Cazador, junto a Ariana DeBose, Fred Hechinger, Alessandro Nivola, Christopher Abbott, y Russell Crowe. La película explora la relación de Kraven con su padre y su camino para convertirse en el mejor cazador.
Kraven fue considerado para apariciones cinematográficas varias veces antes de que Sony Pictures se interesara en una película independiente para el personaje, como parte de su nuevo universo compartido, a mediados de 2017. Wenk fue contratado en agosto de 2018, y Marcum y Holloway se unieron más tarde. Chandor entró en negociaciones para dirigir en agosto de 2020 y se confirmó en mayo de 2021 cuando Taylor-Johnson fue elegido. Otros miembros del elenco se unieron a principios de 2022 antes de que el rodaje tuviera lugar desde fines de marzo hasta mediados de junio en Londres, Islandia y Glasgow.
Kraven the Hunter fue estrenada por Columbia Pictures en los Estados Unidos, el 13 de diciembre de 2024. La película fue un fracaso de taquilla, recaudando $62.0 millones de dólares en todo el mundo con un presupuesto de 110-130 millones de dólares, y recibió críticas generalmente negativas, criticando su guion y sus efectos visuales, aunque sus secuencias de acción y las actuaciónes de Taylor-Johnson y Russell Crowe fueron elogiadas.

## Argumento
Tras la muerte de su madre, Sergei Kravinoff (Levi Miller) y su medio hermano Dmitri (Billy Barratt) son llevados por su padre Nikolai (Russell Crowe) para prepararse para hacerse cargo de sus operaciones de tráfico de drogas. Durante un viaje de caza en Ghana, Sergei resulta herido al proteger a su hermano de un león. Una niña llamada Calypso (Diaana Babnicova) lo cura con un suero y pide ayuda, dejando una carta del tarot. Sergei pronto descubre que sus atributos físicos se han vuelto animales. Cuando Nikolai revela que mató al león para darles una lección a sus hijos, un Sergei disgustado huye a un santuario propiedad de su madre en Rusia.
Dieciséis años después, Sergei, ahora conocido como Kraven (Aaron Taylor-Johnson), es un justiciero que caza criminales. Después de matar a un traficante de armas en una prisión rusa, Kraven viaja a Londres para el cumpleaños de Dmitri (Fred Hechinger). Su reencuentro dura poco cuando los mercenarios capturan a Dmitri. Cuando Nikolai se niega a pagar el rescate, Kraven busca a Calypso (Ariana DeBose), que ahora trabaja como abogada, y la convence de que lo ayude. Mientras tanto, Dmitri conoce al hombre detrás de su secuestro, Aleksei Sytsevich (Alessandro Nivola), quien participó en un experimento que le otorgó la fuerza y el rostro de un rinoceronte. Aleksei propone una alianza para derrocar a Nikolai. Al descubrir la conexión de Kraven con Dmitri, Aleksei lo atrae a un monasterio en Turquía, pero Kraven sobrevive a la emboscada. Aleksei contrata al Extranjero (Christopher Abbott), un asesino que usa la hipnosis ocular para desorientar a sus objetivos, para matar a Kraven.
Siguiendo a Kraven y Calypso hasta su santuario, Aleksei y el Extranjero emboscan a Kraven. Drogándolo con neurotoxina, el Extranjero ataca a Kraven, pero Calypso lo mata con una ballesta y revive a Kraven. Luego usa una estampida de búfalos para atrapar a Aleksei, quien, a pesar de convertirse en el Rinoceronte y dominar brevemente a Kraven, es asesinado. Al descubrir que Nikolai fue quien reveló su existencia a Aleksei, Kraven busca respuestas en su búsqueda de su padre; Nikolai revela que sabía que Aleksei lo tenía en la mira y manipuló a sus hijos para eliminarlo. Kraven roba municiones para que un oso mate a su padre.
Un año después, Kraven visita a Dmitri y se sorprende de que haya sucedido voluntariamente al imperio criminal de su padre. Habiendo obtenido habilidades de cambio de forma del doctor Jackal que experimentó con Aleksei, Dmitri le revela esto a Kraven, repudiándolo y afirmando que a pesar de sus afirmaciones de ser moralmente superior, él y Nikolai eran lo mismo: cazadores en busca de su próximo gran trofeo. En casa, Kraven descubre una nota de Nikolai junto con un chaleco hecho con la piel del león asesinado hace mucho tiempo, el cual se pone.

## Reparto
- Aaron Taylor-Johnson como Sergei Kravinoff / Kraven:
 Un cazador-recolector.[7][8] Taylor-Johnson describió su interpretación del personaje como un depredador máximo y un movimiento conservacionista, pero no un cazador furtivo,[9][10] un «protector del mundo natural» y un «amante de los animales».[11]
  - Levi Miller interpreta a un joven Sergei.[12]
- Ariana DeBose como Calypso Ezili: Una sacerdotisa vudú y el interés amoroso de Kraven.[13][14]
  - Diaana Babnicova interpreta a la joven Calypso.
- Fred Hechinger como Dmitri Kravinoff / Camaleón: El medio hermano de Kraven que es un maestro del disfraz.[15][16]
  - Billy Barratt interpreta a un joven Dmitri.
- Alessandro Nivola como Aleksei Sytsevich / Rhino: Un mercenario ruso que puede convertirse en un híbrido humano/rinoceronte.[17][18]
- Christopher Abbott como Extranjero: Un asesino contratado por Aleksei.[19]
- Russell Crowe como Nikolai Kravinoff: El padre distanciado de Kraven y un despiadado señor del crimen y traficante de drogas.[17][18][20]
- Murat Seven como Omer Aksoy: Un asesino turco contratado por Aleksei.
- Yuri Kolokolnikov como Semyon Chorney: Un capo del crimen ruso con el que Kraven se encuentra en prisión.
- Tom Reed como Bert: El segundo al mando de Rhino.

Además, Masha Vasyukova aparece como la madre de Kraven. Guillaume Delaunay interpreta a Mofo, un prisionero grande e intimidante quien se convierte en compañero de celda de Kraven.

## Producción

### Desarrollo
El director Sam Raimi planeó incluir al personaje de Marvel Comics, Kraven el Cazador en su cuarta película de Spider-Man antes de que ese proyecto fuera cancelado a favor del reinicio de la franquicia con The Amazing Spider-Man (2012). Sony Pictures anunció planes en diciembre de 2013 para The Amazing Spider-Man 2 (2014) para establecer un universo compartido, inspirado en el Universo cinematográfico de Marvel (MCU): basado en las propiedades de Marvel de las que tenían los derechos. Kraven fue objeto de burlas en esa película, con su director Marc Webb expresando interés en ver al personaje aparecer en una película. En febrero de 2015, Sony y Marvel Studios anunciaron una nueva asociación para coproducir la película Spider-Man: Homecoming (2017), e integrar el personaje de Spider-Man con el MCU de Marvel. En mayo de 2017, Sony anunció su propio universo compartido, luego llamado «Universo Spider-Man de Sony». Sony pretendía esto para ser "adjunto" a sus películas Spider-Man del MCU, con propiedades relacionadas con Spider-Man que comienzan con Venom (2018). El estudio estaba considerando una película de Kraven para el universo. Antes de que supiera que Sony tenía los derechos cinematográficos de Kraven,el director Ryan Coogler esperaba incluir al personaje en su película del MCU, Black Panther (2018) debido a una pelea entre Pantera Negra y Kraven en el cómic Black Panther de Christopher Priest.
Richard Wenk fue contratado para escribir un guion para Kraven the Hunter en agosto de 2018, un mes después del exitoso estreno de The Equalizer 2 (2018) de Sony, que él mismo escribió. El proyecto se anunció como "el próximo capítulo" del universo compartido de Sony. Wenk tuvo la tarea de presentar a Kraven al público y descubrir qué personaje podría cazar en la película desde Spider-Man, considerada como la "ballena blanca" de Kraven en los cómics, era poco probable que apareciera debido al acuerdo del MCU. Que la película esté dirigida al público adulto dependerá de la respuesta del público al enfoque más oscuro de Venom. En octubre, Wenk dijo que estaba "descifrando" la historia y tono de la película antes de empezar a escribir el guion. Tenía la intención de adherirse a la tradición de los cómics del personaje, incluso presentando a Kraven luchando contra Spider-Man. Wenk dijo que Sony tenía la intención de adaptar la historia del cómic Kraven's Last Hunt (1987), y había discusiones en curso sobre si hacerlo en esta película o en una posterior. Wenk comparó este último enfoque con la película de dos partes Kill Bill (2003/2004). Expresó interés en que el director de Equalizer, Antoine Fuqua se uniera a la película; Fuqua consideró dirigir la película de Sony basada en Marvel Morbius (2022) y decidió dirigir Kraven según el guion. Sony confirmó que se estaba desarrollando una película protagonizada por Kraven en marzo de 2019.
Jon Watts, director de Homecoming y su secuela Spider-Man: Far From Home (2019), expresó interés en presentar a Kraven en una posible tercera película de Spider-Man ambientada dentro del MCU; Watts hizo un «pitch» de una película que enfrenta a Peter Parker / Spider-Man contra Kraven a la estrella de Spider-Man, Tom Holland, pero esta idea fue abandonada a favor de la historia multiversal de Spider-Man: No Way Home (2021). Para agosto de 2020, Art Marcum y Matt Holloway habían reescrito el guion, después de hacer reescrituras no acreditadas para Morbius. En ese momento, J. C. Chandor entró en conversaciones para dirigir la película, mientras que Matt Tolmach, Avi Arad y David Householter fueron designados como productores. Chandor fue confirmado como director en mayo de 2021, cuando Aaron Taylor-Johnson fue elegido para interpretar a Kraven, y firmó para interpretar al personaje en varias películas. Sony se había acercado previamente a actores como Brad Pitt, Keanu Reeves, John David Washington, y Adam Driver para el papel, pero los ejecutivos de Sony se movieron rápidamente para elegir a Taylor-Johnson después de que quedaron "sorprendidos" por las primeras imágenes de él en la película Bullet Train (2022). Bardem comenzó las negociaciones poco después de una llamada telefónica inicial con Chandor. En julio, Jodie Turner-Smith supuestamente estaba en conversaciones para retratar al interés amoroso de Kraven, Calypso. Ese octubre, Holland dijo que él y Pascal habían discutido la posibilidad de que retomara su papel de Spider-Man en la película.
La película recibió luz verde con un presupuesto de producción de 90 millones de dólares, pero debido a la huelga de guionistas y actores de 2023, los costes aumentaron. Se informó que el coste final fue de 130 millones de dólares, pero Variety cuestionó esta cifra, estimando que costó "más de 110 millones de dólares".

### Preproducción
Russell Crowe fue elegido para un papel no revelado a principios de febrero de 2022. The Hollywood Reporter señaló que muchos de los personajes principales de la película serían miembros de la familia de Kraven, con Crowe potencialmente interpretando al padre de Kraven. Para entonces, a Kodi Smit-McPhee se le había ofrecido el papel de Camaleón, el medio hermano de Kraven, pero lo rechazó debido a un conflicto de programación. También se confirmó que Turner-Smith no había sido elegido como Calypso. Más tarde en febrero, Fred Hechinger se unió el elenco, supuestamente como Camaleón. En marzo, Ariana DeBose se unió al elenco, supuestamente en el papel de Calypso, Alessandro Nivola fue elegido como villano, y Christopher Abbott fue elegido como el villano principal de la película, que se informó que era el Extranjero. Nivola dijo que se unió a la película para trabajar con Chandor nuevamente después de El año más violento (2014). Taylor-Johnson se estaba preparando para un entrenamiento de acrobacias con Chandor en Inglaterra, en las afueras de Londres, durante las siguientes dos semanas.

### Rodaje
El rodaje tuvo lugar en Islandia a principios de febrero de 2022, en el lago Mývatn, utilizando el título provisional, Safari . TrueNorth Productions manejó los servicios de producción, con un equipo de 80 personas involucradas en el rodaje durante dos días. La fotografía principal comenzó el 20 de marzo de 2022, en Londres, Inglaterra, bajo el título Spiral. Ben Davis se desempeñó como director de fotografía después de hacerlo en varias películas del MCU. Levi Miller se unió al elenco en abril, y DeBose confirmó que interpretaría a Calypso en la película un mes después cuando ya había estado filmando en Londres. A mediados de junio, Taylor-Johnson reveló que había terminado el rodaje y afirmó que la película se rodó íntegramente en exteriores, que dijo "que agregó algo realmente hermoso" a la historia personal, y lo calificó de importante para la autenticidad del personaje. Nivola también terminó el rodaje en ese momento, y dijo que las habilidades físicas de los personajes en la película se basan en la realidad, mientras que Chandor la describió como una representación del "atleta olímpico más increíble que jamás hayas visto". También el rodaje ocurrió en Glasgow, Escocia.
La película recibió luz verde con un presupuesto de producción de 90 millones de dólares, pero debido a la huelga de guionistas y actores de 2023, los costes aumentaron. Se informó que el coste final fue de 130 millones de dólares, pero Variety cuestionó esta cifra, estimando que costó "más de 110 millones de dólares".

### Posproducción
En agosto de 2022, Nivola reveló que la película incluiría un salto de tiempo y que su personaje se transformaría físicamente en el tercer acto, para lo que no utilizó ningún efecto visual. Lo describió como un "papel de villano clásico" con "psicología compleja e historia personal en la que basarse". Al mes siguiente, Hechinger confirmó que interpretaría a Dmitri Smerdyakov / Camaleón. A finales de septiembre, la fecha de estreno de la película se retrasó hasta al 6 de octubre de 2023, de una fecha del 13 de enero de 2023. En abril de 2023, se confirmó que Crowe y Nivola interpretarían respectivamente al padre de Kraven y al personaje Rhino. Taylor-Johnson confirmó que la película recibiría una calificación R por parte de la Motion Picture Association, la primera película del SSU y el primer proyecto relacionado con "Spider-Man" en general. En julio, la fecha de estreno de la película se retrasó hasta el 30 de agosto de 2024 debido a la huelga SAG-AFTRA de 2023. En agosto de 2023, se otorgaron los créditos de escritura finales de la película: Wenk recibió el crédito exclusivo por la historia y compartió el crédito por el guiOn con Marcum y Holloway, mientras que se otorgó crédito literario adicional fuera de la pantalla a Donny Cates, Chris Bremner, Chandor, Adamma Ebo, Adanne Ebo, Zak Olkewicz y Oren Uziel.
En abril de 2024, la fecha de estreno de la película se retrasó aún más hasta el 13 de diciembre de 2024, para evitar la competencia de otras películas de la franquicia que se estrenaron en la fecha anterior de agosto. Tolmach también atribuyó el retraso del estreno como un reflejo estratégico del entusiasmo de Sony por la película. Chandor consideró que los retrasos le permitieron "afinar" los personajes y "ajustar" la trama, y consideró que las nuevas tomas eran estratégicas y efectivas. A pesar del desastroso desempeño inferior de Madame Web (2024), Sony se sintió optimista de que Kraven the Hunter estaría más en línea con las películas de Venom, y Chandor opinó que la película sorprendería a la audiencia una vez que se estrene. Craig Wood se desempeña como editor de la película.

### Música
Benjamin Wallfisch fue contratado en junio de 2023 para componer la banda sonora de la película.

## Marketing
Sony presentó el primer metraje de la película en un «reel» de las próximas películas del estudio en CinemaCon en abril de 2022. El primer tráiler se mostró durante el panel de Sony en CinemaCon en abril de 2023. El 19 de junio de 2023, el tráiler se filtró en línea y posteriormente fue seguido por el póster oficial y un tráiler de banda roja el mismo día. El segundo tráiler se lanzó el 14 de agosto de 2024 y presenta la canción «The Man Comes Around» (2002) de Johnny Cash. Ellise Shafer de Variety dijo que Kraven "no muestra piedad" en el tráiler con sus métodos espantosos, sintiendo que "transforma [a Kraven] de un asesino a sueldo promedio en el malo que viste pieles" como se conoce al personaje en los cómics. En noviembre, se emitió un comercial durante la temporada 2024 de la NFL con miembros de los Baltimore Ravens, particularmente el pateador Justin Tucker, quien sugirió cambiar el nombre del equipo a "Baltimore Kravens". Sony Pictures lanzó los primeros ocho minutos de la película en su canal de YouTube el 2 de diciembre. Bradley Russell de Total Film sintió que lanzar el metraje de forma gratuita una semana antes del estreno de la película fue una sorpresa, pero también creyó que era una "táctica audaz que podría vender" al público para ver la película.

## Estreno

### En cines
Kraven the Hunter estrenó en cines en los Estados Unidos el 13 de diciembre de 2024, en IMAX y gran formatos prémium (PLM). Anteriormente estaba programada para el 13 de enero de 2023, 6 de octubre de 2023, y 30 de agosto de 2024.

### Medios domésticos
Kraven the Hunter se lanzó en descarga digital el 14 de enero de 2025, por Sony Pictures Home Entertainment.

## Recepción

### Taquilla
Al 1 de febrero de 2025, Kraven the Hunter ha recaudado $25.0 millones en los Estados Unidos y Canadá, y $37.0 millones en otros territorios, para un total mundial de $62.0 millones.
En Estados Unidos y Canadá, Kraven the Hunter se estrenó junto con The Lord of the Rings: The War of the Rohirrim, y se proyectaba que recaudaría entre 13 y 15 millones de dólares en 3.211 salas en su primer fin de semana. La película recaudó 4,7 millones de dólares en su primer día y luego debutó con 11 millones de dólares, quedando tercera detrás de las restantes Moana 2 y Wicked.

### Respuesta crítica
La película recibió críticas abrumadoramente negativas de los críticos. El sitio web de agregación de reseñas, Rotten Tomatoes informó un índice de aprobación del 17% basado en 142 reseñas, con una calificación promedio de 4/10. El consenso crítico del sitio web dice: "Sin aspirar a ningún trofeo con su historia rutinaria y sus efectos especiales de mala calidad, Kraven the Hunter resulta ser un tigre de papel". El sitio web Metacritic asignó a la película una puntuación promedio ponderada de 35 sobre 100, sobre la base de 41 críticas, lo que indica "opiniones mixtas o medias". Las audiencias encuestadas por CinemaScore le dieron a la película una calificación promedio de "C" en una escala de A+ a F, mientras que los encuestados por PostTrak le dieron una puntuación positiva general del 59%.
Lyvie Scott de Inverse escribió: "Un guion torpe y recargado, efectos visuales confusos y un ADR claramente obvio empantanan una premisa prometedora. No es lo suficientemente exagerada como para convertirse en un clásico de culto, y carece de la convicción para llevar sus ideas más ambiciosas hasta la línea de meta". Tim Robey de The Daily Telegraph le dio una de cinco estrellas y escribió: "No pueden llegar los últimos pedidos lo suficientemente pronto para todo el desfile de supervillanos, superhéroes o como quieran identificarse ahora. Esto es tocar fondo".
Ian Freer de Empire le dio dos de cinco estrellas y escribió: "Todo esto parece muy alejado de los días de gloria de Chandor con Margin Call y All Is Lost. Salvo algún que otro detalle, Kraven the Hunter es una obra de superhéroes floja, cansina y poco interesante". Peter Bradshaw of The Guardian también le dio 2 de 5 estrellas, diciendo que Chandor "hace un trabajo aceptable, pero la locura delirante que alguna vez hizo que el género de superhéroes fuera tan digno de ver no está realmente en evidencia. Kraven es un personaje mediocre en una película mediocre y el resurgimiento del superhéroe está tan lejos como siempre". Gopinath Rajendran, de The Hindu, escribió: "No solo la trama es dolorosamente predecible, sino que los personajes secundarios, a pesar de ser interpretados por intérpretes capaces, como la ganadora del Oscar, Ariana DeBose, se reducen a muñecos unidimensionales que aportan poco a la narrativa general".
Jesse Hassenger de The A.V. Club le dio a la película una calificación B-, escribiendo, "mientras que todas las películas anteriores en esta apenas serie parecían mezcladas en pánico, la película de Chandor parece mezclada con mucha confianza y un poco de estilo." Adam Graham de The Detroit News dijo que la película "está lejos de ser la flor y nata de la industria de los superhéroes, pero los fanáticos de los cómics que no son exigentes pueden apreciar los beneficios de este botín" y le dio una calificación de C+. Kevin Maher de The Times le dio tres de cinco estrellas, diciendo que "sigue siendo ridícula hasta el final, pero nunca es menos que entretenida".

### Otras respuestas
El director ejecutivo de Sony Pictures, Tony Vinciquerra, culpó a los críticos por el fracaso de taquilla de Kraven the Hunter, insistiendo en que al público que vio la película le encantó y comparándola con las cifras de audiencia de Netflix que recibió Madame Web (2024). Alessandro Nivola fue más neutral y agregó que, si bien su experiencia al filmar la película fue "alegre", pensó que la calidad general se debía a la edición. Una secuencia particularmente notable en la que el personaje de Nivola emite un extraño grito gutural fue reconocida por el actor como digna de un meme de Internet. Había hecho lo que él llamó un "grito silencioso", pero el sonido fue cambiado después.

## Premios y nominaciones
| Premio                  | Fecha de la ceremonia | Categoría                    | Receptor(es)                               | Resultado | Ref.   |
| ----------------------- | --------------------- | ---------------------------- | ------------------------------------------ | --------- | ------ |
| Golden Raspberry Awards | 1 de marzo de 2025    | Peor remake, copia o secuela | Kraven the Hunter                          | Nominado  | [ 90 ] |
| Golden Raspberry Awards | 1 de marzo de 2025    | Peor actriz de reparto       | Ariana DeBose                              | Nominada  | [ 90 ] |
| Golden Raspberry Awards | 1 de marzo de 2025    | Peor guion                   | Richard Wenk, Art Marcum and Matt Holloway | Nominados | [ 90 ] |

## Futuro
Chandor estaba abierto a hacer una segunda y última película con el personaje, basada en Kraven's Last Hunt y enfrentando a Kraven contra Spider-Man. "Obviamente es muy trágico y triste... pero el personaje que estamos tratando de crear es uno que podría, de manera realista, si esta película es un éxito, terminar con Last Hunt. De manera similar, Taylor-Johnson expresó interés en una película crossover de los Seis Siniestros. En diciembre de 2024, tras el fracaso financiero proyectado de la película, se informó que Kraven sería la última película en el Universo Spider-Man de Sony, poniendo fin a cualquier posibilidad de una secuela o crossover,  con un informe posterior de Variety aclarando específicamente que Kraven sería la última película que no fuera Venom en la franquicia.